# Овчинников, Гарольд Алексеевич
Гарольд Алексеевич Овчинников — руководитель промышленных предприятий, лауреат Ленинской премии.

## Биография
Родился в Смоленске 7 сентября 1933 года.
С 1949 г. работал столяром на заводе металло- и деревообработки. Параллельно учился в вечерней школе, затем — во Всесоюзном заочном машиностроительном институте, который окончил в 1964 г. Также заочно окончил Московский инженерно-экономический институт им. Серго Орджоникидзе (1974).
С июня 1970 по апрель 1979 года директор Голынковского завода «Стеклоприбор» (Руднянский район Смоленской области). В этот период введено 6 цехов основного производства, в которых освоен выпуск 25 новых видов продукции, 3 из которых удостоились государственного Знака качества.
В 1972 г. на заводе организован цех «Кристалл», ставший полигоном Физического института кристаллографии АН СССР (ФИАН) по синтезу самоцветов — граната и фианита. Годовое производство фианита было доведено до 2,5 тонн, граната — до 6 тонн.
С 1979 по 1994 год — генеральный директор Смоленского производственного объединения «Искра».
В начале 2000-х гг. помощник ген. директора ЗАО «Спецстроймеханизация».
Лауреат Ленинской премии (1973). Заслуженный машиностроитель РФ (06.09.1993). Награждён орденами «Знак Почёта» (1971) и Трудового Красного Знамени (1976).